# Филмор (клуб)
Филмор (англ. The Fillmore) — музыкальный клуб в Сан-Франциско, Калифорния, США, связанный с такими культурными явлениями, как шестидесятые, психоделия и хиппи.

## История
Клуб был построен в 1912 году и изначально назывался Маджестик холл (англ. Majestic Hall), в 1936 году название поменяли на Амбассадор дэнс-холл (англ. Ambassador Dance Hall), в 1939 на Амбассадор роллер-скейтинг ринк (англ. Ambassador Roller Skating Rink), а в 1954 был переименовали в Fillmore Auditorium. Название клуб получил, поскольку был расположен на границы округа Филмор и Верхнего Филмора. Клубом владел Чарльз Салливан, которого убили в августе 1966, и клуб перешёл под покровительство известного импрессарио Билли Грэма.

## Концерты
В клубе выступали такие известные американские исполнители, как Grateful Dead, Steve Miller Band, Jefferson Airplane, Quicksilver Messenger Service, Moby Grape, The Doors, Jimi Hendrix Experience, The Byrds, Big Brother and the Holding Company, Santana, Frank Zappa и его The Mothers of Invention, англичане The Who, Cream, Pink Floyd и даже советский поэт Андрей Вознесенский.

## Упоминания
- Клуб упоминается в книге Страх и отвращение в Лас-Вегасе Хантера Томпсона и в одноимённой экранизации Терри Гиллиама.
- В мультфильме Тачки один из героев носит имя «Филмор» и представляет собой стереотипный Volkswagen Transporter T1.